# 四大文学体裁
在现代文学中，诗歌、散文、小说与戏剧合称为四大文学体裁。

## 詩歌
詩是一種文學體裁，其按照一定的音節、聲調和韻律的要求，用凝練的語言、充沛的情感以及豐富的現象來高度集中的表現社會生活和人的精神世界。

## 散文
散文，是最自由的文體，不講究音韻，不講究排比，沒有任何的束縛及限制。通常一篇散文具有一個或多個中心思想，以抒情、記敘、論理等方式表達。

## 小說
小說，是文學的一種体裁，一般描寫人物故事，塑造多種多樣的人物形象，但亦有例外。它是擁有完整佈局、發展及主題的文學作品。而對話是不是具有鮮明的個性，每個人物說的話是不是有獨特的語言風格，是衡量小說水準的一個重要標準。
與其他文學体裁相比，小說的容量較大，它可以細緻的展現人物性格和人物命運，可以表現錯綜複雜的矛盾衝突，同時還可以描述人物所處的社會生活環境。小說的優勢是可以提供整體的，廣闊的社會生活。

## 戲劇
戲劇，一般指文學作品的一種體裁，又是一種舞臺表演藝術的總稱。實際上作為文學的戲劇只是戲劇文本，而整個演出和戲劇文本才是戲劇的全部。